# Вільхівці (Тячівський район)
Вільхі́вці (русин. Вульхуцї) — село в Україні, центр Вільховецької сільської громади Тячівського району Закарпатської області.

## Географія
Село розташоване на автодорозі Тячів — Усть-Чорна. Вздовж східного боку села протікає річка Тересва. Із західного боку над центральною частиною Вільхівців здіймається крутий пагорб, заввишки 544 м, з вершини якого чудово видно село, долину річки Тересви і довколишні гори.

## Історія
Існує декілька версій-легенд про виникнення села. Про те як і ким було засноване село, розповідає легенда, що й сьогодні збереглася в народній пам’яті.
В XIII столітті під час навали татаро-монгольського війська, боячись рабства, житель Тернова, по прізвиську Гусак рятуючись від монголів переплив річку і сховався в густих зарослях вільхах на правому березі річки Тересва. Він і став засновником села. Що цікаво то цій легенді є доказ – картина, що збереглася в церкві села Терново.
За другою легендою в ХІІ столітті на лівому березі річки було село Долина.
З якихось природних катаклізмів річка змінила своє русло і розділила село Долина на дві частини – лівобережну де росло терня - Терново і правобережну, де росли вільхи – Вільхівці.
Офіційно перше письмове повідомлення про село відносять до 1486 р., але, можливо, саме це село згадується 1389 р. під угорською назвою Ilhoba (Ілхоба).
Ймовірно село було заселено у другій половині 14 століття, і до 1404 року воно було королівською власністю.
У 1404 році король Сигізмунд передав село родині Татул. Після вимирання сім'ї наприкінці 15-го століття родини Долгаї, Драгфі і Урмезей отримали місцеві землі.
Основним заняттям селян було скотарство та землеробство. Землю обробляли примітивними знаряддями – мотиками та простим дерев'яним плугом. Найпоширенішими культурами були кукурудза, квасоля, капуста, картопля, овес, жито. В горах випасали овець, кіз, корів, свиней, коней. Поширеними були й буйволи, яких доїли й використовували як тяглову силу. Одяг в основному виготовлювався з конопель, овечої шерсті та шкіри, рідше з льону. Виварена кора вільхи служила природним барвником для фарбування шкіри.
Який вигляд мало тодішнє село важко сказати. В пам'ятних переказах збереглася згадка про великий монастир. І зараз у Вільхівчику є урочище Монастирське. Документи розповідають про це так:
«Близько 1708 року, якийсь ієрей по імені Іван Зубрицький, взяв габит у єпископа Стойки, після смерті дружини залишившись «со многими чадами» звернувся до селян, щоби збудувати церковку. Це і було зроблено при протопопі Дмитрії. Парохами Вільхівської обителі єпископ висвятив Іоана Михалка і Василя Ердева.
Солга-біров (староста села) вільховецький житель, говорить, що селяни, переважно кальвіністського віросповідання, часто нападали на монастир, забирали худобу, бджоли, а монахи «в нем живущії не могли ся боронити, бо не сміли». Солга-біров каже: « я це говорю, щоб знали люди і не утаїлося перед Богом». Це свідчення було записано при архідеяконі Іоані Вульхуськім і Стефані Тересюськім.
Біля монастиря є стайня, а в ній 6 биків, 4 корови, кінь, ялівка, перелік господарського інвентаря, церковних книг і утварі, один дзвін. Монастир маз 20 возів сіна, яке обмінювалося з селянами».
З періоду німецької колонізації північно-лісового краю Мараморщини засновувалися нові села Дубове, Усть-Чорна, Мокра. Між ними село Вільхівці з’ясувалося возовою дорогою. І це мало вплив на розвиток села. Поступово село переселилося ближче до дороги, до річки. Таким чином село змінило місце і почало розростатися там де знаходиться сучасний центр.
У ХІХ ст. селище мало власну символіку: на його громадській печатці, датованій 1842 р., виступало зображення селянина з мотикою в руках, перед яким у землю встромлене чересло; довкола напис угорською мовою "IRHOLTZ HELYSEGENEK PECSETJE. 1842".
У 1910 р. тут мешкало 3150 осіб, серед яких 2490 русинів, 548 німців та 110 угорців.
12 лютого 1939 на виборах до Сойму Карпатської України за партію Українське національне об'єднання (УНО) у Вільхівцях проголосували 8031 виборець, проти — 4. Послом до сойму був обраний вільхівський ґазда Василь Щобей.
В селі знаходився соковий цех Тересвянського соковинного заводу.
Вільхівці оточені чудовими садами і лісами. Навколо села є багато урочищ з оригінальними назвами урочище Лазок – це викорчувана нашими дідами від терня ділянка біля Кичери. Зараз там ростуть гарні яблуневі сади.
Найтепліші місця – Могила, Ямища, Чертіж. Колись тут росли чудові виноградники, черешневий та грушевий сади. В 60-х роках, з важкої руки чиновників все було викорчуване, як і сади в урочищі Тишове і замінено на ягідники. Зараз ці урочища дуже змінилися внаслідок зсувів.
Урочища Мочар і Кирнички розташовані зразу під крутими схилами Кичери і Камінця. На них відбувається великий тиск ґрунтових вод, вони були дуже перезволожені аж доки не була проведена меліорація.
Гулодик – найбільший масив дубових лісів з домішкою ясена. Назва Кутлуське походить від слова «котлован» - раніше тут брали глину для будівництва печей та хат. Є ще й інші назви Ямища, Латунцер, Чертіж, Маркова яма, Іванув Звур та інші. Ці назви пов'язані з історичними подіями, людьми.
На території села є джерела мінеральної води.
За часів учителювання Руснака Михайла була побудована перша церковна школа 1857 року.

Присілок Данова
1898: Dánovo, 1907: Dándűlő, 1913: Dándűlő, 1944: Dánova, Данова.

Ясеники - колишнє село в Україні, в Закарпатській області.
Обєднане з селом Вільхівці
Згадки: 1898: Jaszinnek, 1907: Kőrisdűlő, 1913: Kőrisdűlő, 1944: Jásziniki, Ясеники

Камінці
Камінці - колишнє село в Україні, в Закарпатській області.
Обєднане з селом Вільхівці
Згадки: 1898: Kaminczi, 1907: Kőszirtdűlő, 1913: Kőszirtdűlő, 1944: Kaminci, Каменцы

Луг - колишнє село в Україні, в Закарпатській області.
Об'єднане з селом Вільхівці
Згадки: 1864: Luh p., 1865: Лугъ, 1898: Luh, 1907: Lonkapatak, 1913: Lonkapatak, 1944: Luh, Лугъ.

## Храми
Православна дерев,яна церква Св. Трійці. 1928.
Дерев’яну церкву зняли з реєстрації діючих церков у 1950-х роках. Близько 1962 р. церква згоріла.
Греко-католицька  кам,яна церква Успіння Пр. Богородиці. 1889.я в присілку Лази.
Православна дерев,яна церква Вознесіння,1923 року,розібрана в кінці 50-х років.Стояла у присілку Вільхівці-Лази.
Православна дерев,яна церква Св.Юрія(єдина на Закарпатті церква,присвячена Св.Юрію),1937р.,у 1982 році перебудована у кам,яну.Теж знаходиться в присілку Лази. З переліку церков видно,що вже в 30-х роках в селі переважали православні.Станом на 1936 рік з 4085 жителів  було 2659 православних,598 греко-католиків.774 були євреї.
У 1751 р. згадують дерев'яну церкву з вежею, двома дзвонами, оздоблену новими образами.
У 1801 р. знову йдеться про дерев'яну церкву, збудовану спільно багатими і бідними, що стояла на схилі гори Кичери. З 1850 – 1860 років запам'ятався дяк і вчитель Михайло Русняк, за якого в 1857 р. біля дерев'яної церкви поставили першу церковну школу. Зараз у селі стоїть велична мурована церква добрих пропорцій. Про муровану церкву згадувалося вже 1871 p., коли біля неї споруджували нову школу.
У селі розповідають поширений у околиці сюжет про те, що церкву вимурували до вікон, а потім на 40 років будівництво припинилося. Завершення церкви датують також 1886 р., а 1889 р., згідно з шематизмом, є роком посвячення. У 1938 р. проведено конкурс на ремонт церкви, у якому взяли участь будівельники В. Турек, В. Шобані, Орос, мукачівська фірма “Кізман, Петер і Ґрол”. Тепер існуючий іконостас зробив І. Павлишинець, а малювання всередині храму виконав В. Якубець у 1978 р. У високій вежі є два дзвони – один виготовив Фрідєш Шелтенгофер у Шопроні (Угорщина) в 1890 p., а інший – виріб ужгородської фірми “Акорд”.
Вільхівський монастир заснували близько 1708 p., коли ієрей Йоан Зубрицький звернувся до селян, щоб збудували церкву.
У селі народився подвижник греко-католицької церкви Олександр Хіра (1897 – 1983), який в умовах підпілля став єпископом греко-католицької церкви..
Ближче до нашого часу (2001 р.) в селі проживало 3374 особи.

## Сучасність
У Вільхівцях є кілька магазинів, кафе, різні підприємства, дитсадок, сільська амбулаторія, церква, чоловічий монастир.

## Населення

### Мова
Розподіл населення за рідною мовою за даними перепису 2001 року:
| Мова       | Кількість | Відсоток |
| ---------- | --------- | -------- |
| українська | 3319      | 98.37%   |
| російська  | 48        | 1.42%    |
| білоруська | 3         | 0.09%    |
| румунська  | 3         | 0.09%    |
| угорська   | 1         | 0.03%    |
| Усього     | 3374      | 100%     |

## Люди
- Щобей Василь Петрович (народився 1898 року у Вільхівцях — помер 1979) — депутат сойму Карпатської України.
- Андріца Артем Андрійович - народився 22 січня 2002 року. Гравець ФК «Вільхівці». Вихованець одеського футболу.

## Туристичні місця
- монастир. в урочищі Монастирське. Вільхівський монастир заснували близько 1708 p.,
- джерела мінеральної води
- храм св. Трійці. 1928.
- храм Успіння пр. богородиці. 1889.
- стара синагога
- єврейське кладовище 

## Галерея

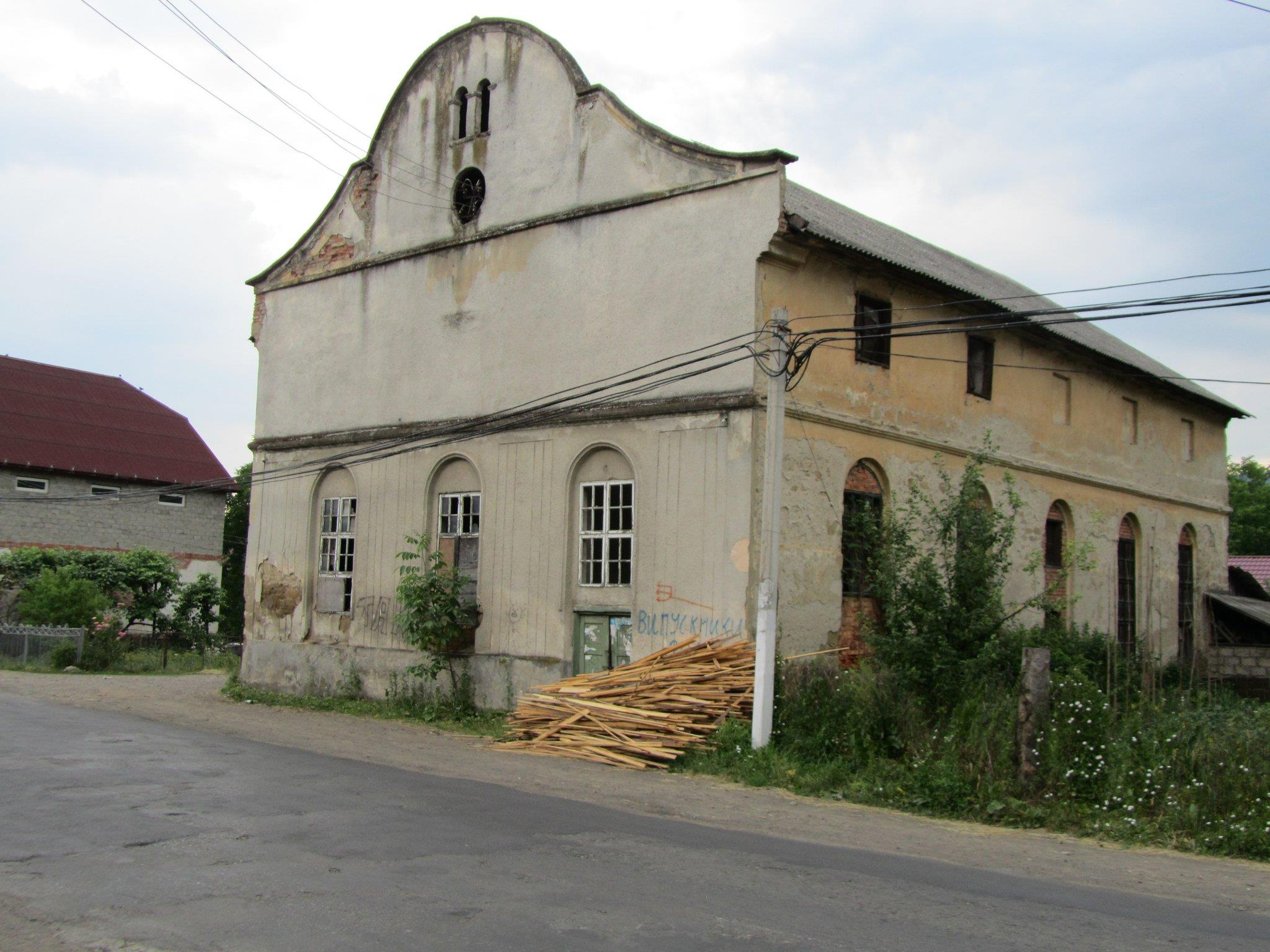
Стара синагога
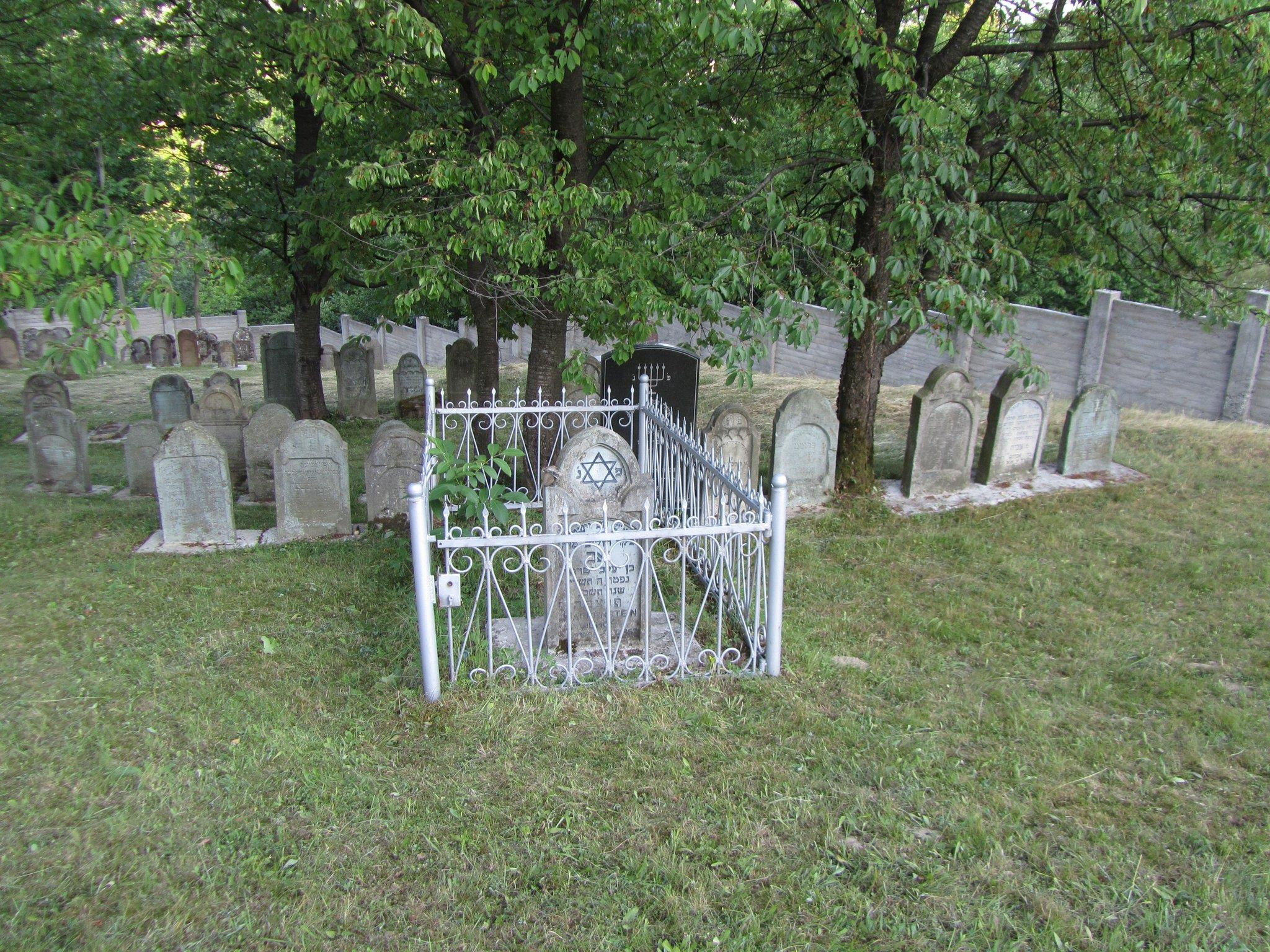
Єврейське кладовище